# تأملات پاسکالی
تأملات پاسکالی کتابی است از پی‌یر بوردیو، جامعه‌شناس فرانسوی که در سال ۱۹۹۷ توسط انتشارات سوی در مجموعه لیبر منتشر شد. در ایران، محسن ناصری راد این کتاب را نخستین بار در سال ۱۴۰۴ از فرانسوی به فارسی ترجمه کرده است.

## مضمون
تأملات پاسکالی یک تفسیر اجتماعی ـ فلسفی از نقش جامعه‌شناس و بازگشت جامعه‌شناسی به ریشه‌های فلسفی خود است که از قرن نوزدهم به بعد غالباً از آن‌ها جدا شده است. بلز پاسکال، متفکر مسیحی، در میان افراد اثرگذار بر پی‌یر بوردیو در سال‌های پایانی عمر او، در درجه نخست اهمیت قرار دارد. پاسکال، در این کتاب، مظهر یک گسست فلسفی و الهام‌بخش از فلسفه است. پاسکال بر اهمیت عمل عوام‌الناس تأکید دارد و با افاضه فلسفه محض از مغزهای فلاسفه مخالف است. در تأملات پاسکالی، ارجاعات بوردیو به نوشته‌های پاسکال صرفاً معطوف به تفکرات پاسکال است.  نیمی از ارجاعات بوردیو به تفکرات پاسکال در فصل‌های سوم و پنجم تأملات پاسکالی اوست که عمدتاً به نقد عقل‌گرایی فلسفی و بسط نظریهٔ نظم سیاسی اختصاص دارند. بوردیو، به‌صراحت، خودش را پاسکالی می‌داند.  پاسکال، نزد بوردیو، بیش از آنکه منبع رجوع باشد، از حیث مواضع در برابر جهان و به‌ویژه جهان روشنفکری، منبع الهام است. تأملات پاسکالی نگاه به جامعه‌شناسی بوردیو در آیینه الهیات پاسکال است. کتاب با این عبارات به پایان می‌رسد که «مناسک تشرّف همواره تصویری درشت‌نما و به‌خصوص قابل رؤیت از اثر تشرّف ارایه می‌دهند. چنین هستی دل‌بخواهانه‌ای دارای قدرت نجات از دل‌بخواهانه‌بودگی و قدرت اعطای برترین دلیل وجودی از بین همه دلایل وجودی است. این دلیل وجودی ثابت می‌کند هستی محتمل که، برای نمونه، در برابر بیماری، معلولیت و مرگ آسیب‌پذیر است، مانند نظم اجتماعی، که فرد وقف آن است، سزاوار کرامت استعلایی و نامیراست. فعل‌های نام‌گذاری، از پیش‌پاافتاده‌ترین فعل‌های نام‌گذاری در نظم بوروکراتیک متعارف نظیر صدور کارت شناسایی یا صدور گواهی بیماری یا معلولیت گرفته تا موقرانه‌ترین فعل‌های نام‌گذاری که به اشرافیت‌ها تقدس می‌بخشند، در پایان یک نوع بازگشت نامتناهی، به این نوع تحقّق خدا روی زمین یا دولت می‌انجامند. دولت، که آخرین علاج است، مجموعه‌های لایتناهی فعل‌های مرجعیت را تضمین می‌کند که به نیابت بر اعتبار گواهی‌های وجود مشروع (نظیر مریض، معلول، مُدرس یا کشیش) گواهی می‌دهند. بدین‌سان، جامعه‌شناسی به یک نوع الهیات مرحله آخر ختم شده است. دولت که، شبیه دادگاه کافکا، آراسته به قدرت مطلق حقیقت‌گوئی و ادراک خلاقانه است، شبیه شهود آغازین (به تعبیری از کانت) الهی، با اتکا به نام‌گذاری و متمایزسازی، باعث به وجود آمدن است. می‌توان دید که دورکیم که می‌گفت «جامعه خداست» و چه‌بسا کافکا نیز چنین گفته باشد آن‌قدرها که تظاهر شده است ساده‌اندیش نبود».

## بررسی و نقد
برخی جامعه‌شناسان معتقدند بوردیو در تأملات پاسکالی بر تلفیق پیراسته‌های خود از برساخته‌های نظری خود نظیر عادت واره، میدان، ایلوسیو، خشونت نمادین و نظایر آن‌ها طی چند دهه تأکید دارد. شاهد حرکت‌های مارپیچی هستیم که مورد علاقه بوردیو است. این صورت‌بندی مجدد نتیجه تأمل نظری نیست بلکه نتیجه مواجهه ای مستقیم با چیزهای وصف ناپذیر عمل جامعه‌شناسانه است. تأملات پاسکالی تکمله ای بر نظریه عمل اوست. این رفت و برگشت بین تأملات جامعه‌شناختی و ناهمواری عمل پژوهش جامع اثر مهمی در جامعه‌شناسی به همراه آورده است.

## ترجمه به فارسی
بوردیو، پی‌یر. (۱۴۰۴). تأملات پاسکالی، ترجمه محسن ناصری راد، تهران: انتشارات گام نو، ۳۸۳ صفحه. شابک ۵-۲۵-۷۴۵۰-۶۲۲-۹۷۸

## پانوشت‌ها و منابع
1. ↑  Bourdieu, P. (1997). Méditations Pascaliennes, Paris, Éditions du Seuil, coll. Liber, 316 p. (ISBN 978-202-032-002-3)
2. ↑  بوردیو، پی‌یر. (۱۴۰۴). تأملات پاسکالی. ترجمهٔ محسن ناصری راد. تهران: انتشارات گام نو. شابک ۹۷۸-۶۲۲-۷۴۵۰-۲۵-۵.
3. ↑  بوردیو، پی‌یر. (۱۴۰۴). تأملات پاسکالی. ترجمهٔ محسن ناصری راد. تهران: انتشارات گام نو. ص. ۹ (یادداشت مترجم). شابک ۹۷۸-۶۲۲-۷۴۵۰-۲۵-۵.
4. ↑  Gorski, P. S. (2016). Just How Pascalian are the Pascalian
Meditations? Critical Reflections on the Theological Unconscious of Bourdieusian Theory, Sociology of Religion: A Quarterly Review, 77(3), 280–296. doi:10.10.1093/socrel/srw018
5. ↑  بوردیو، پی‌یر. (۱۴۰۴). تأملات پاسکالی. ترجمهٔ محسن ناصری راد. تهران: انتشارات گام نو. ص. ۹ (یادداشت مترجم). شابک ۹۷۸-۶۲۲-۷۴۵۰-۲۵-۵.
6. ↑  McNay, L. (2001). Meditations on Pascalian Meditations, Economy and Society, 30(1), 139–154. doi:10.1080/03085140020019124.x
7. ↑  بوردیو، پی‌یر. (۱۴۰۴). تأملات پاسکالی. ترجمهٔ محسن ناصری راد. تهران: انتشارات گام نو. شابک ۹۷۸-۶۲۲-۷۴۵۰-۲۵-۵.
8. ↑  Séguy, J. (1998). Méditations pascaliennes, Pierre Bourdieu, Archives de Sciences Sociales des Religions, 104, 74–75
9. ↑  Droz, Y. (1998). A Review of Méditations pascaliennes by Pierre Bourdieu, L'Homme, 147, 252–254
10. ↑  «تأملات پاسکالی». کتابخانه ملی ایران. ۲۰ خرداد ۱۴۰۴. بایگانی‌شده از اصلی در ۱۹ ژوئن ۲۰۲۵. دریافت‌شده در ۲۹ می ۲۰۲۵.
11. ↑  «از جامعه‌شناسی به فلسفه». روزنامه هم‌میهن. ۲۵ مرداد ۱۴۰۴. بایگانی‌شده از اصلی در ۲ ژوئیه ۲۰۲۵. دریافت‌شده در ۱۶ اوت ۲۰۲۵.